# 白石町コミュニティタクシー
白石町コミュニティタクシー（しろいしちょうコミュニティタクシー）は、佐賀県杵島郡白石町内で運行されている乗合タクシーである。

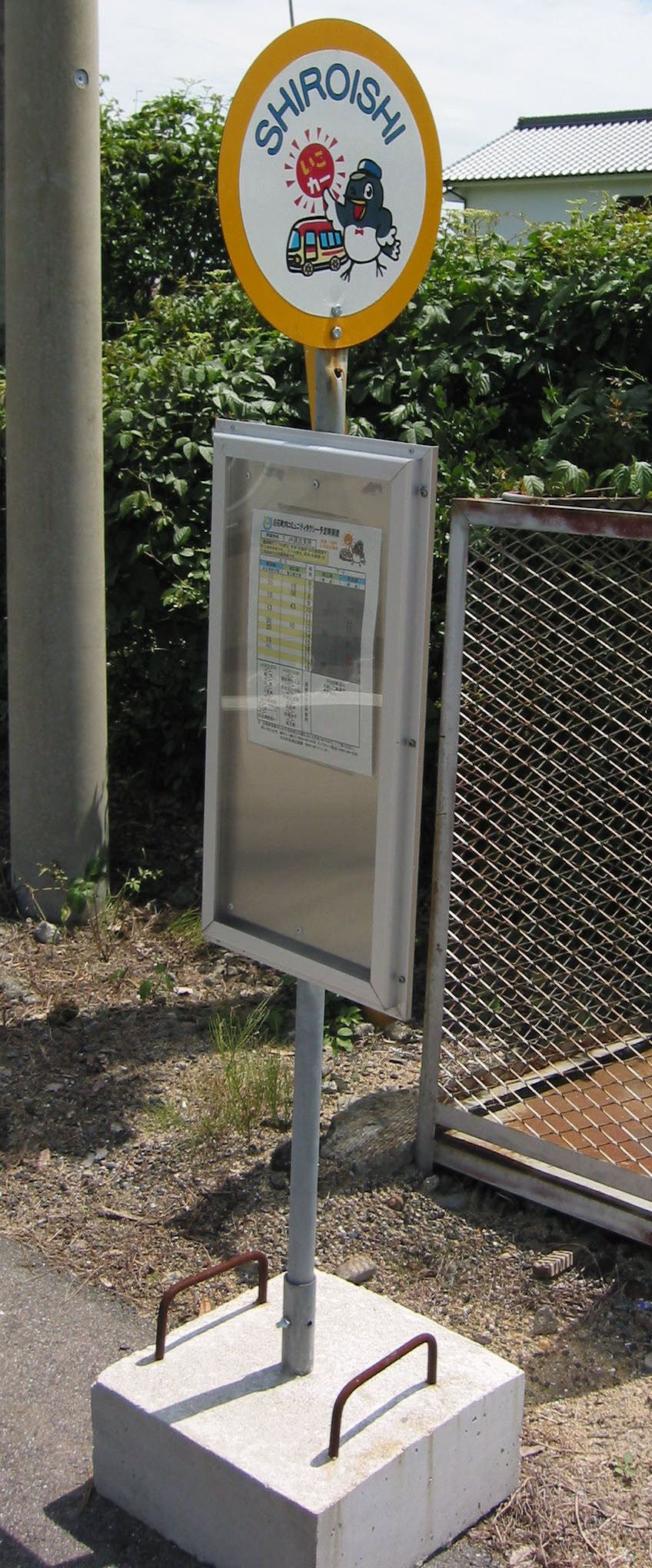
いこカーの停留所

## 運行概要
- 白石町中心部（肥前白石駅周辺）と東側の旧福富町域を結ぶ福富線、中心部と南側の旧有明町域を結ぶ牛間田横手線の2路線。福富線は天満福富交通、牛間田横手線は錦タクシーが運行する。
- 料金は中学生以上1回300円均一。小学生および障害者手帳等・運転経歴証明書所持者は半額。小学生未満は保護者同伴なら無料。
  - 2路線以上を乗り継いだ場合、2路線以降は無料になる。
- 土曜・日曜・祝日及び年末年始（12/29 - 1/3）は運休。
- 「いこカー」の愛称が付けられている。

## 沿革
- 2005年10月1日 - 試験運行開始。当初は福富線、馬田線、新明線、牛間田線、錦江線、横手線、築切遠江線の各路線。
  - のち牛間田線と錦江線を統合、牛間田錦江線となる。
- 2006年4月1日 - 横手線新設、福富環状線、揚田線廃止。
- 2010年1月 - 白石町新庁舎落成に伴い、路線、時刻など変更。[1]
  - 福富線、馬田線、横手線、築切遠江線に「白石町役場」停留所新設、これに合わせて「役場本庁」→「旧役場本庁」など一部停留所名変更。
  - 揚田停留所（白石高校前 - 佐農高前間）廃止、牛間田錦江線の古賀停留所（役場本庁 - 室島間）廃止、馬田線に東郷、中郷、嘉瀬川堤の停留所追加。
  - 2路線以上を乗り継いだ場合、2路線以降は無料化。
- 2010年7月1日 - 路線の大幅再編を行い、定時定路線を福富線と牛間田横手線の2路線のみとし、予約制デマンドタクシーを4路線新設[2][3]。
- 2021年10月1日 - 利用料金を200円→300円に改定[4]。

## 路線
福富線
白石駅 - 元気のたまご - 共立病院前 - 白石町役場 - メディカルモールしろいし - 深通入口 - 福田保育園 - 福富神社 - 香焼 - 中移 - 大黒町入口 - 池上病院前 - 福富ゆうあい館 - 道の駅しろいし - 下区中央住宅前 - 港入口 - 桜の園入口 - 西住ノ江
（白石高校経由）白石駅 - 六角小学校前 - 白石高校前 - 佐賀農高校前 - 秀津1区 - 共立病院前 - （この間上記と同一経路） - 西住ノ江
牛間田横手線
白石駅 - 元気のたまご - 白石町役場 - 共立病院前 - 稲富病院前 - JA白石地区会館 - 太原上 - あかり保育園 - 西分 - 横手下 - 横手上 - 漁協新有明支所前 - 東上 - 有島病院前 - 森外科前 - 元漁協 - ふれあい郷 - ゆめてらす - 竜王駅 - 室島 - 有明南小学校 - 深浦 - 百貫 - 古渡 - 大谷 - 牛間田橋 - いちい公園
（白石高校経由）いちい公園 → （この間上記と同一経路、白石駅行きのみ運行） → 白石町役場 → 秀津1区 → 佐賀農高校前 → 白石高校前 → 六角小学校前 → 白石駅
福富線は1日7往復運行で、うち朝の白石駅行き1本と夕方の西住ノ江行き2本が白石高校経由。牛間田横手線は1日5往復運行で、うち朝の白石駅行き1本のみ白石高校経由。

## 車両
- 2社ともトヨタ・ハイエースベースのジャンボタクシー車を使用している。

2006年7月当時の車両
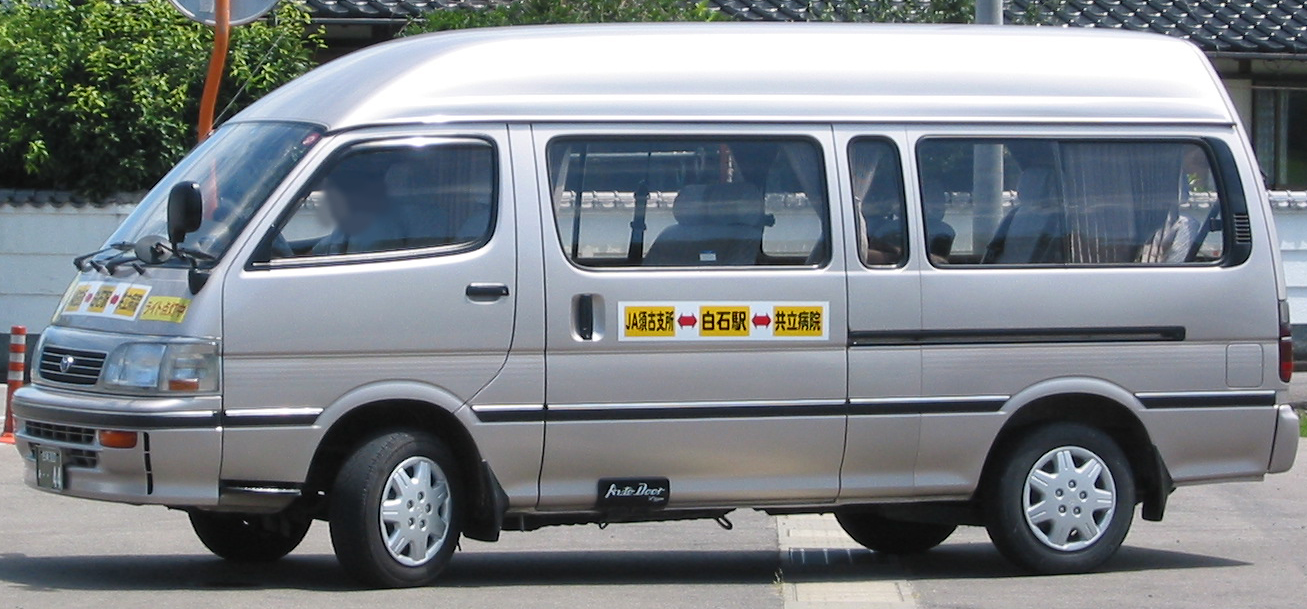
キングタクシーの車両（撤退）
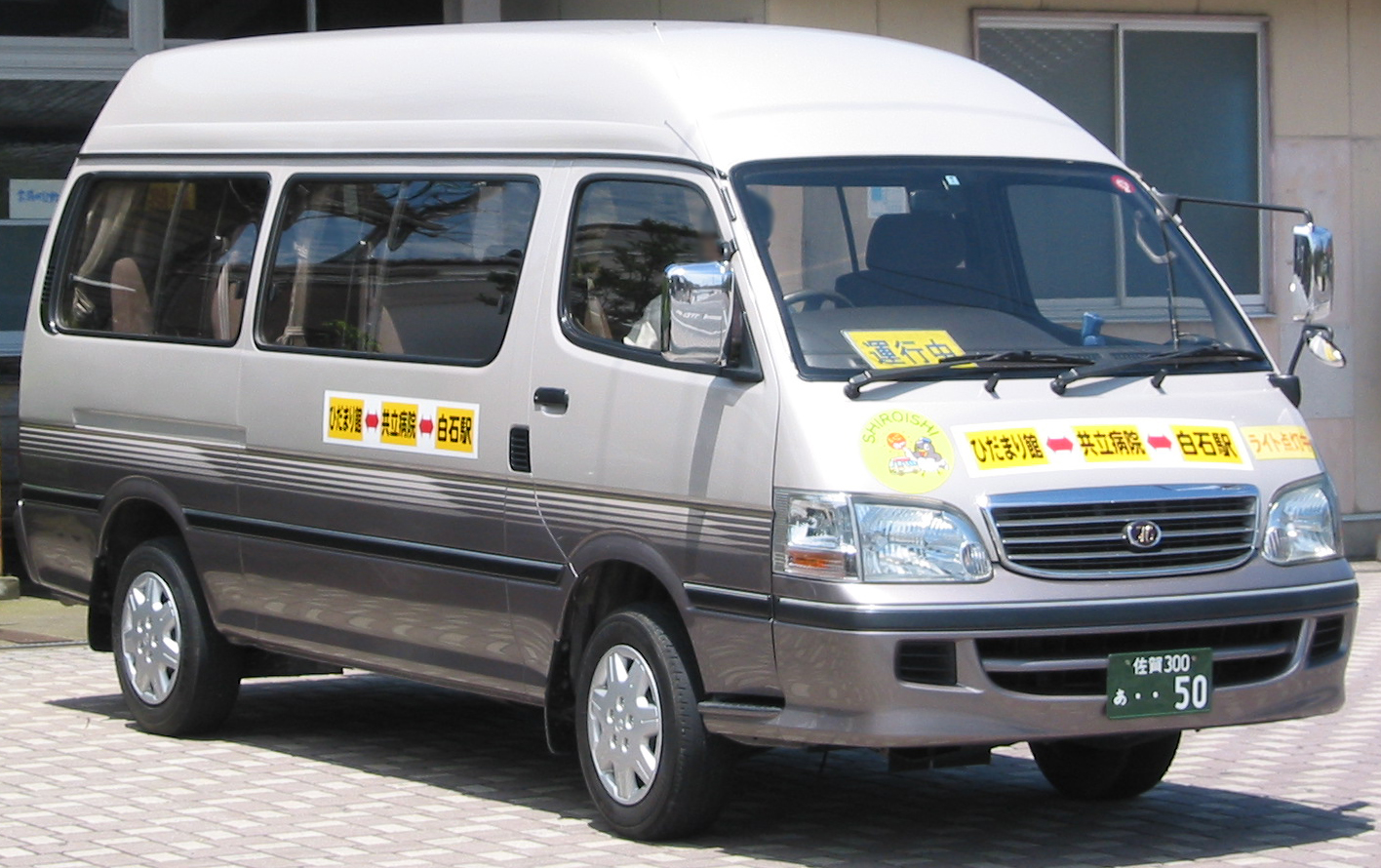
キングタクシーの車両（撤退）
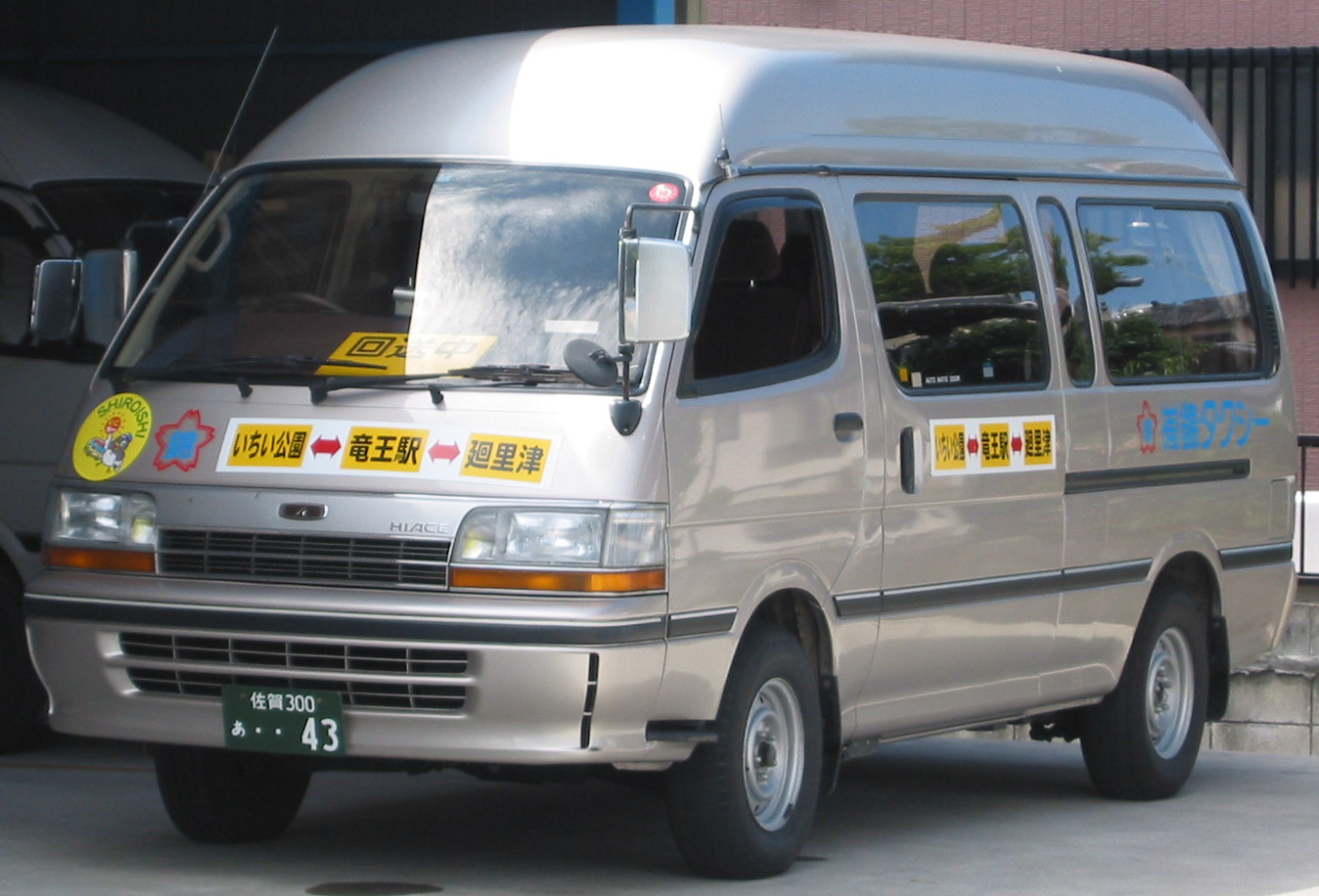
錦タクシーの車両
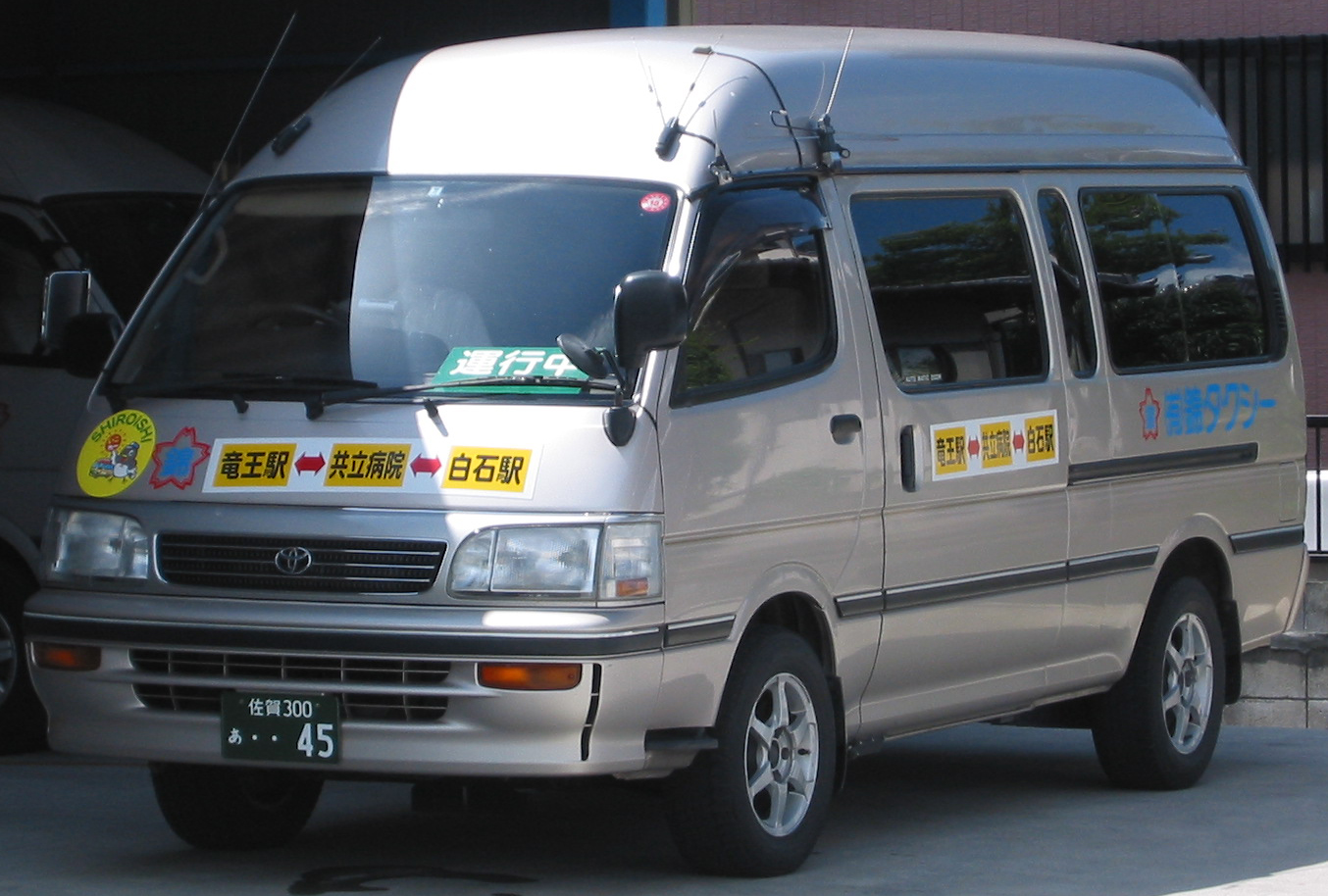
錦タクシーの車両
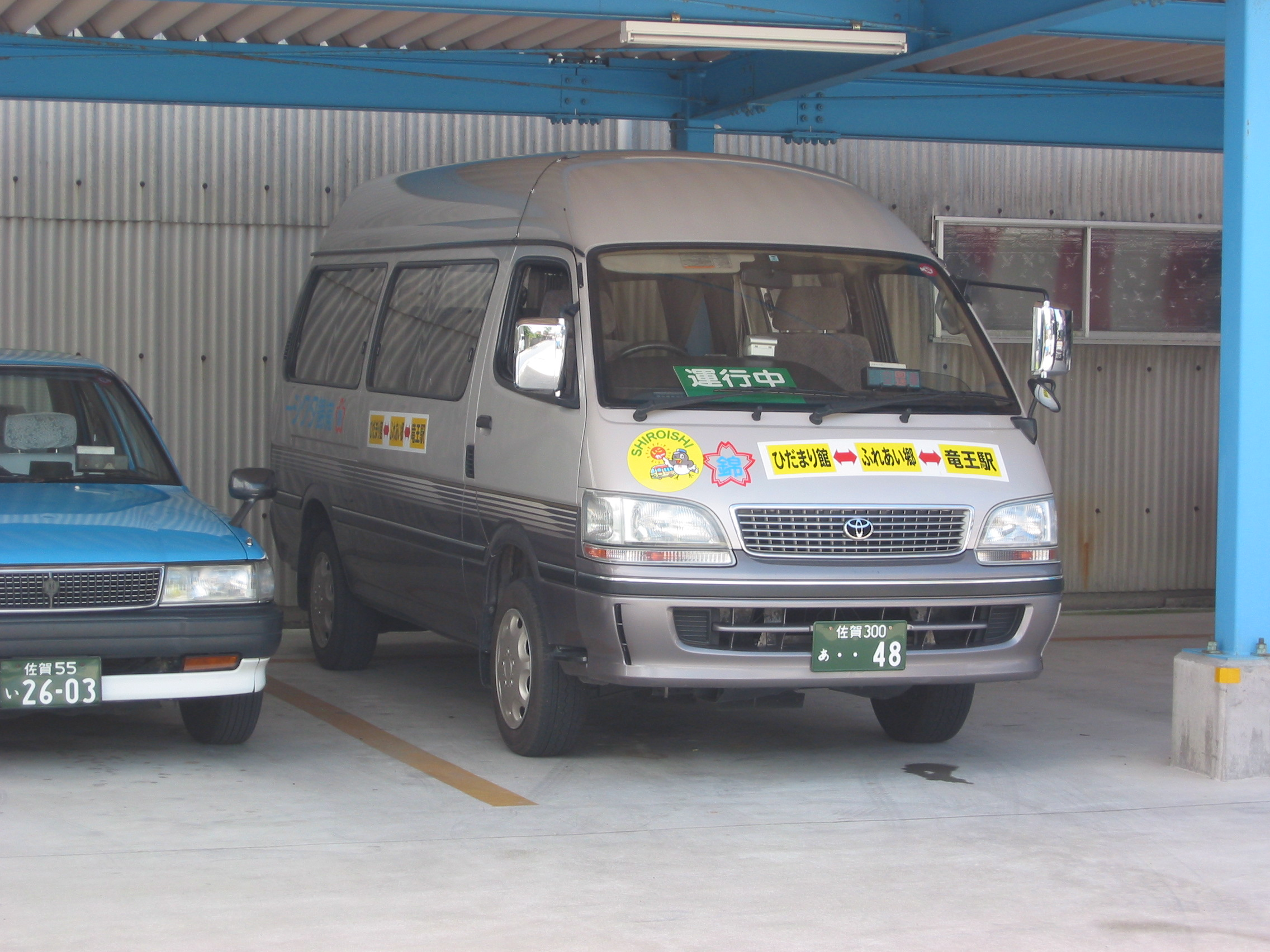
錦タクシーの車両
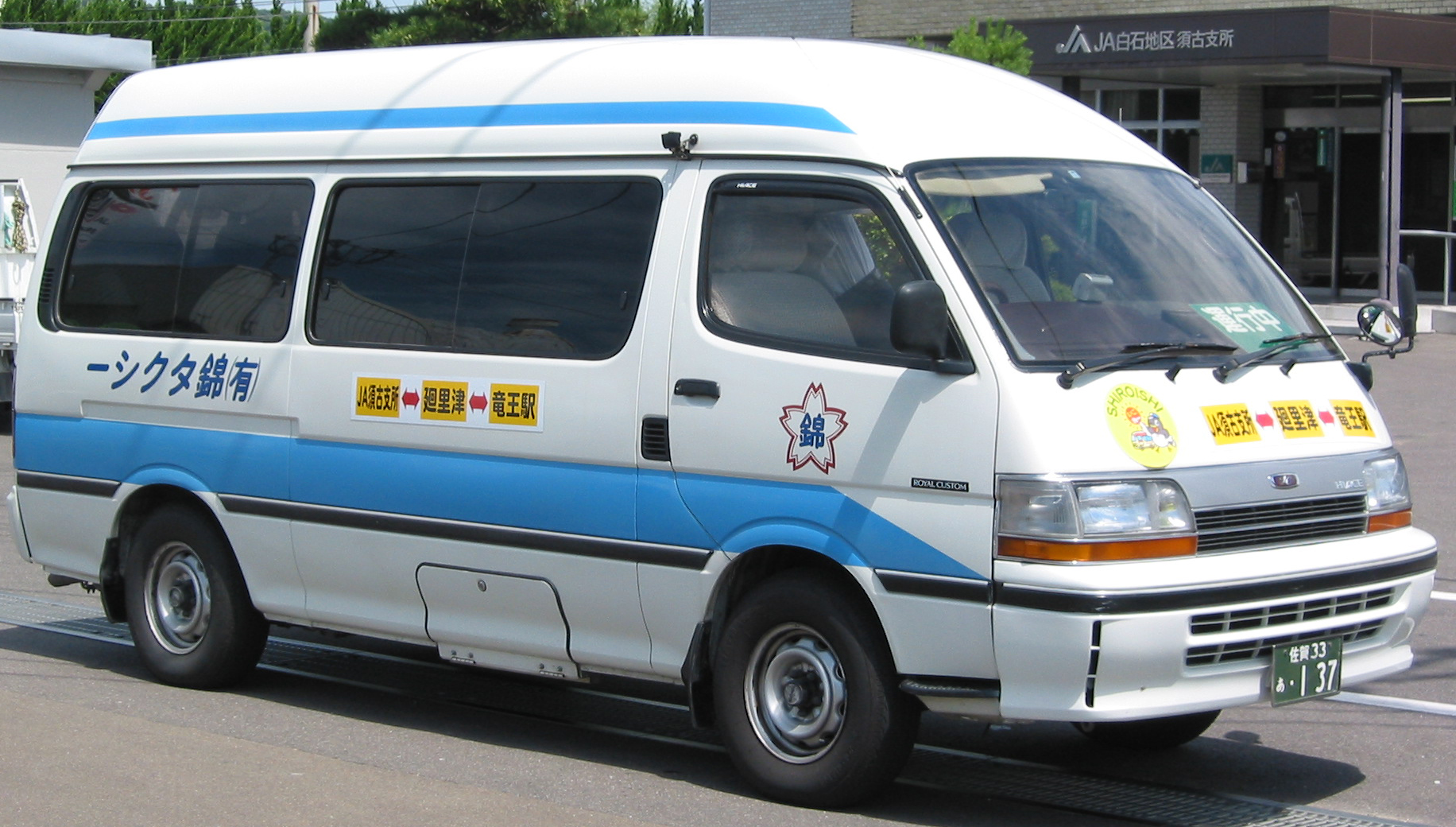
錦タクシーの車両
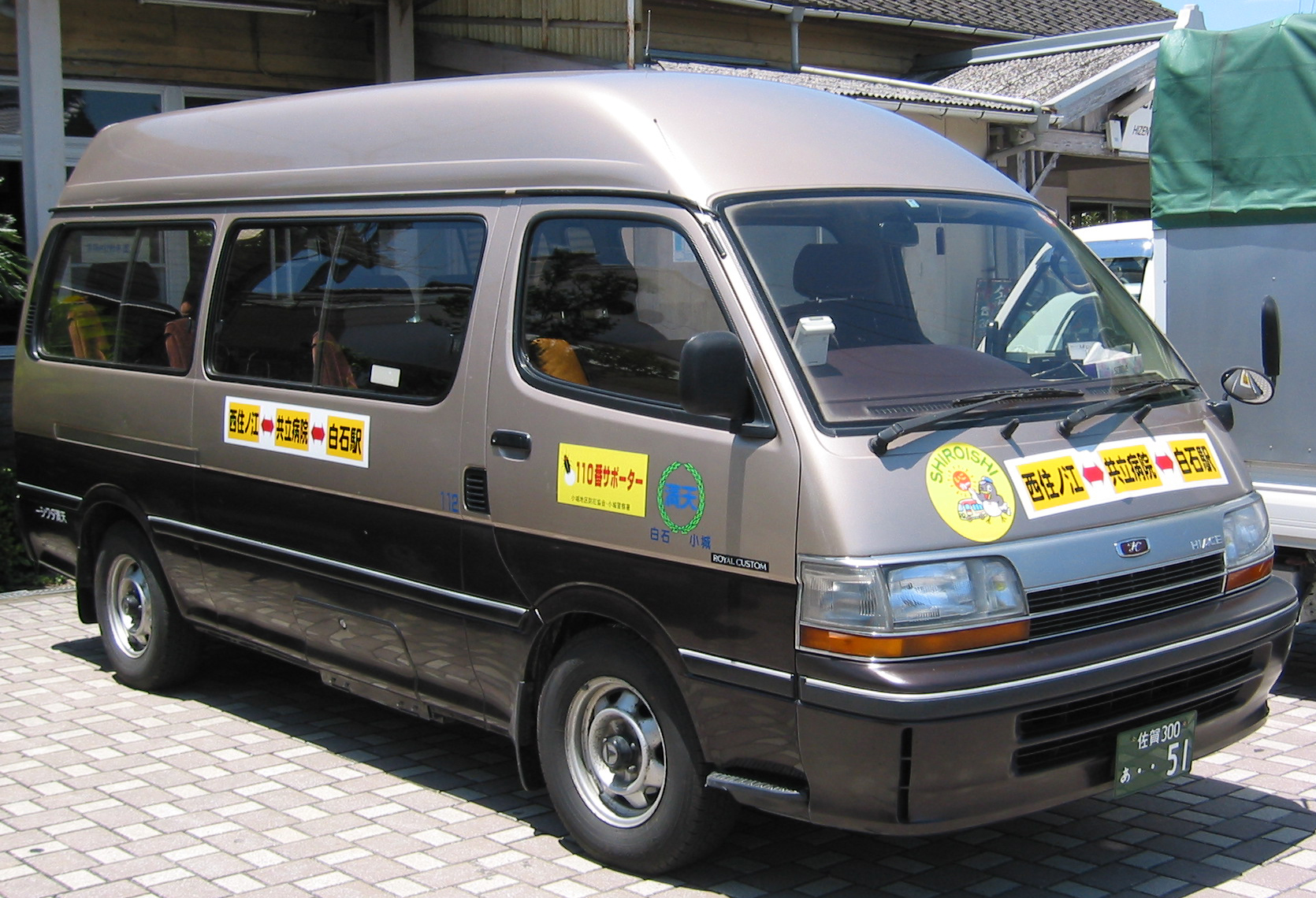
天満福富交通の車両